# Centrale nucléaire de Gravelines
La centrale nucléaire de Gravelines est une centrale nucléaire française se situant dans la commune de Gravelines dans le Nord. En 2024, elle a produit 32,71 TWh d'électricité faible en CO2, ce qui couvre l'équivalent des besoins de 60 à 70% de la consommation électrique annuelle des Hauts-de-France.
Les six réacteurs nucléaires à eau pressurisée de la centrale sont refroidis par l'eau de la mer du Nord. Avec un total de 5 460 MWe net de puissance installée, c'est la plus importante centrale nucléaire de France et d'Europe de l'Ouest.
Depuis juillet 2023, un projet d'extension de la centrale avec la construction de deux EPR2 est à l'étude.

## Localisation du site
Le CNPE (centre nucléaire de production d'électricité) de Gravelines est situé 20 km à l'ouest de Dunkerque, 25 km à l'est de Calais et 85 km au nord-ouest de Lille, il s'étend sur 150 hectares.
La centrale est située à moins de 100 km de l'eurométropole Lille-Kortrijk-Tournai qui est l'une des zones urbaines les plus peuplées de France et de Belgique avec plus de 2 000 000 habitants en 2020.
Le site a été choisi pour plusieurs critères :
- proximité de la mer du Nord avec de forts courants (source froide importante) ;
- proximité avec l'Angleterre et la Belgique facilitant l'exportation d'électricité ;
- proximité de grandes entreprises électro-intensives : ArcelorMittal, Alcan, BASF, ou Liberty Aluminium Dunkerque (plus gros producteur d'aluminium de l'Union européenne, assure les deux tiers de la production française d'aluminium)[2] ;
- forts besoins en électricité d'une région industrielle et très peuplée ;
- faible risque sismique.

## Historique
En 1944, les Britanniques bombardent l'ex-centrale électrique au charbon de l'usine Lesieur qui servait entièrement à la consommation des particuliers depuis quelques mois, pour pallier les coupures de courant. Après la Seconde Guerre mondiale, l'agglomération dunkerquoise est détruite à 70 %, le port de Dunkerque et le village de Grande-Synthe sont eux totalement détruits. Les habitants habitent alors dans des « chalets » préfabriqués. Théodore Leveau et Jean Niermans lancent la reconstruction de la ville. En 1957, le port est reconstruit en ZIP (zone industrialo-portuaire), avec de grands travaux pour le creusement de bassins à flot, comme dans le port de Rotterdam.
En 1959, l'accroissement démographique de l'agglomération est important, passant de 70 000 à 200 000 habitants en cinq ans. De nombreux industriels électro-intensifs s'installent : l'usine Usinor ouverte en 1962 (associée à une centrale électrique de 500 MW utilisant le gaz des hauts fourneaux), la raffinerie de pétrole BP, Air Liquide, Vallourec, ou encore la Compagnie Métallurgique de Provence,.

## Caractéristiques des réacteurs
Comme pour les 57 autres réacteurs français, ceux de Gravelines sont exploités par EDF. La chaudière nucléaire a été construite par Framatome et le groupe turbo-alternateur par Alstom.
Les six réacteurs sont des réacteurs à eau pressurisée de deuxième génération. Ils appartiennent au palier dit CP1 des réacteurs de 900 MW (de même que le palier CP0 et CP2), et sont de conception similaire aux réacteurs des centrales du Blayais, de Dampierre-en-Burly, et du Tricastin.
Les réacteurs fonctionnent avec du combustible fait d'uranium faiblement enrichi (entre 3 et 5 %). Dans le cadre du recyclage partiel du combustible nucléaire usé, les six réacteurs sont tous autorisés à utiliser du combustible MOX.
| Nom du réacteur | Modèle | Puissance   | Puissance   | Puissance        | Début de construction | Première divergence | Raccordement au réseau | Mise en service commercial |
| Nom du réacteur | Modèle | Nette [MWe] | Brute [MWe] | Thermique [MWth] | Début de construction | Première divergence | Raccordement au réseau | Mise en service commercial |
| --------------- | ------ | ----------- | ----------- | ---------------- | --------------------- | ------------------- | ---------------------- | -------------------------- |
| Gravelines-1    | CP1    | 910         | 951         | 2 785            | 1er février 1975      | 21 février 1980     | 13 mars 1980           | 25 novembre 1980           |
| Gravelines-2    | CP1    | 910         | 951         | 2 785            | 1er mars 1975         | 2 août 1980         | 26 août 1980           | 1er décembre 1980          |
| Gravelines-3    | CP1    | 910         | 951         | 2 785            | 1er décembre 1975     | 30 novembre 1980    | 12 décembre 1980       | 1er juin 1981              |
| Gravelines-4    | CP1    | 910         | 951         | 2 785            | 1er avril 1976        | 31 mai 1981         | 14 juin 1981           | 1er octobre 1981           |
| Gravelines-5    | CP1    | 910         | 951         | 2 785            | 1er octobre 1979      | 5 août 1984         | 28 août 1984           | 15 janvier 1985            |
| Gravelines-6    | CP1    | 910         | 951         | 2 785            | 1er octobre 1979      | 21 juillet 1985     | 1er août 1985          | 25 octobre 1985            |
| Gravelines-7    | EPR2   | ~1 670      | ~1 750      | ~4 590           | ~2026                 |                     | ~2038                  |                            |
| Gravelines-8    | EPR2   | ~1 670      | ~1 750      | ~4 590           |                       |                     |                        |                            |

## Gravelines 1 à 6 - Palier CP1
Après le premier choc pétrolier de 1973, le conseil des ministres français sous l'autorité du premier ministre Pierre Messmer autorise le 5 mars 1974, un programme de construction de douze tranches nucléaires de 900 MW de la filière des réacteurs à eau pressurisée (REP), dont quatre à Gravelines. Les travaux commencent en mai 1974.
Les réacteurs 5 et 6 sont autorisés ultérieurement. Ces deux réacteurs intègrent des composants initialement prévus pour la centrale iranienne de Darkhovin. En avril 1979, le contrat de construction de cette centrale d'un montant de 2 milliards de dollars est annulé par le gouvernement provisoire de l'Iran,. Les pièces d'ingénierie de ces deux réacteurs sont réutilisées en France pour la construction d'une paire supplémentaire à Gravelines, et dont les travaux commencèrent en octobre 1979.
Le raccordement au réseau électrique national (couplage) de la première tranche est effectué en mars 1980, jusqu'à la sixième et dernière tranche en août 1985. La centrale de Gravelines devient alors la centrale nucléaire la plus puissante de France et d'Europe avec 5 460 MW installés, puis la deuxième d'Europe après la mise en service en 1996 de la tranche 6 de la centrale nucléaire de Zaporijjia en Ukraine (totalisant alors 5 700 MW de puissance installée),.
Conformément à la mise œuvre de la loi sur la transition énergétique de juillet 2015 et des PPE successives prévoyant la fermeture de quatorze réacteurs nucléaires en France, EDF propose d'étudier la mise à l'arrêt des réacteurs no 1 et 2 de la centrale de Gravelines. Lors du discours de Belfort en février 2022, Emmanuel Macron annonce une modification importante de cette loi, puisque qu'aucun réacteur en état de produire ne sera fermé à l'avenir, sauf pour des raisons de sûreté.

### Production, maintenance et emploi
Le CNPE de Gravelines emploie environ 3 000 salariés d'EDF et d'entreprises extérieures. Le 8 septembre 2010, le cap des 1 000 milliards de kWh fournis au réseau électrique national est franchi par la centrale nucléaire de Gravelines, devenant la première centrale au monde à avoir atteint ce niveau de production cumulée. Plus de 10 % des salariés de Gravelines en 2011 sont des femmes. La majorité travaillent dans des métiers techniques : conduite des installations, ingénierie, chimie de process, automatismes, etc. Dans le cadre du programme grand carénage entamé en 2016, EDF investit 1 milliard d'euros dans le remplacement et l'entretien de composant de la centrale afin de pouvoir poursuivre son exploitation jusqu'à 60 ans. EDF annonce qu'un tiers de l'opération devrait profiter aux entreprises locales.
En 2024, la centrale produit 32,71 TWh d'électricité, ce qui couvre entre 60 et 70% des besoins de consommation électrique annuelle des Hauts-de-France.

#### Visites décennales
Comme pour les 58 autres réacteurs nucléaires français de deuxième génération, les six réacteurs de Gravelines sont conçus pour une durée d’exploitation d'au moins 40 ans. Pour atteindre voire dépasser cette durée de fonctionnement, une réévaluation et un réexamen de sûreté ont lieu tous les dix ans lors des visites décennales. En fonction de l'évolution de la réglementation, des progrès technologiques et du retour d'expérience de l'ensemble des installations nucléaires dans le monde, des modifications sont nécessaires, et sont effectuées pour respecter le niveau de sûreté requis. Une fois terminées, l'Autorité de sûreté nucléaire (devenue ASNR en 2025) peut autoriser une poursuite de l'exploitation pour dix années supplémentaires.
|              | 1re visite décennale             | 2e visite décennale                    | 3e visite décennale               | 4e visite décennale              |
| ------------ | -------------------------------- | -------------------------------------- | --------------------------------- | -------------------------------- |
| Gravelines-1 | 11 août 1990 au 21 décembre 1990 | 12 mai 2001 au 29 août 2001            | 28 juillet 2011 au 21 mars 2012   | 14 août 2021 au 10 mai 2022      |
| Gravelines-2 | 11 mai 1991 au 12 septembre 1991 | 6 avril 2002 au 2 juillet 2002         | 6 avril 2013 au 28 septembre 2013 | 10 juin 2023 au 24 décembre 2023 |
| Gravelines-3 | 7 mars 1992 au 13 juillet 1992   | 15 décembre 2001 au 15 mars 2002       | 28 avril 2012 au 18 novembre 2012 | 19 mars 2022 au 4 janvier 2023   |
| Gravelines-4 | 31 octobre 1992 au 21 mars 1993  | 5 juillet 2003 au 30 septembre 2003    | 15 février 2014 au 7 juillet 2014 | 20 janvier 2024 au 3 août 2024   |
| Gravelines-5 | 4 octobre 1996                   | 25 mars 2006 au 19 juin 2006           | 9 avril 2016 au 12 août 2017      | 2027 (prévue)                    |
| Gravelines-6 | 10 mai 1997 au 28 août 1997      | 1er septembre 2007 au 17 décembre 2007 | 3 mars 2018 au 7 octobre 2018     | 2030 (prévue)                    |

### Co-génération de chaleur
En France, les centrales nucléaires sont utilisées exclusivement pour la production d'électricité, à l'exception de deux centrales : celle de Civaux dans la Vienne alimentant également en chaleur un parc zoologique et botanique « Terre de dragons » ; et la centrale de Gravelines :
- La ferme aquacole d'élevage de bar et de daurade, de la société Aquanord, est implantée entre la plage et le canal de rejet d'eau de mer de la centrale de Gravelines. L'eau de mer réchauffée est utilisée pour maintenir la température des bassins d'élevage[25],[26].
- Depuis janvier 2017, un tunnel sous-marin relie la centrale nucléaire de Gravelines au terminal méthanier de Dunkerque. Ce tunnel permet d'acheminer une partie des eaux tièdes rejetées à 20 °C par la centrale, pour re-gazéifier du gaz naturel liquéfié en le faisant passer de −163 °C à −4 °C[27].

## Gravelines 7 et 8 - Programme EPR2
Dès 2021, le site de la centrale de Gravelines est envisagé pour accueillir une nouvelle paire de réacteurs EPR2. En novembre 2021, le président Macron confirme le lancement de la construction de six nouveaux réacteurs EPR2 en France, répartis en trois paires. Gravelines fait toujours partie des sites pressentis.
En juillet 2023, l’Élysée informe que le site de Gravelines a été retenu pour l'implantation de la deuxième paire d'EPR2 (après la centrale de Penly). Le chantier pourrait débuter en 2026 pour une mise en service à l'horizon 2038,. Cette implantation devra notamment tenir compte du risque d'inondations futures induites par les prévisions de hausse du niveau de la mer pendant la durée d'exploitation. Le site privilégié pour l'implantation de deux EPR2 est situé à l'est des réacteurs actuels. Il se situe sur une zone déjà artificialisée par le dépôt pétrolier de la raffinerie des Flandres de Mardick, exploitée jusqu'en 2010 par TotalEnergies,.
Le débat public présidé par Luc Martin et organisé par la Commission nationale du débat public (CNDP) se déroule du 17 septembre 2024 au 17 janvier 2025,. Le projet obtient le label « Grand Chantier » en juin 2023 ,.

## Impacts sur l'environnement

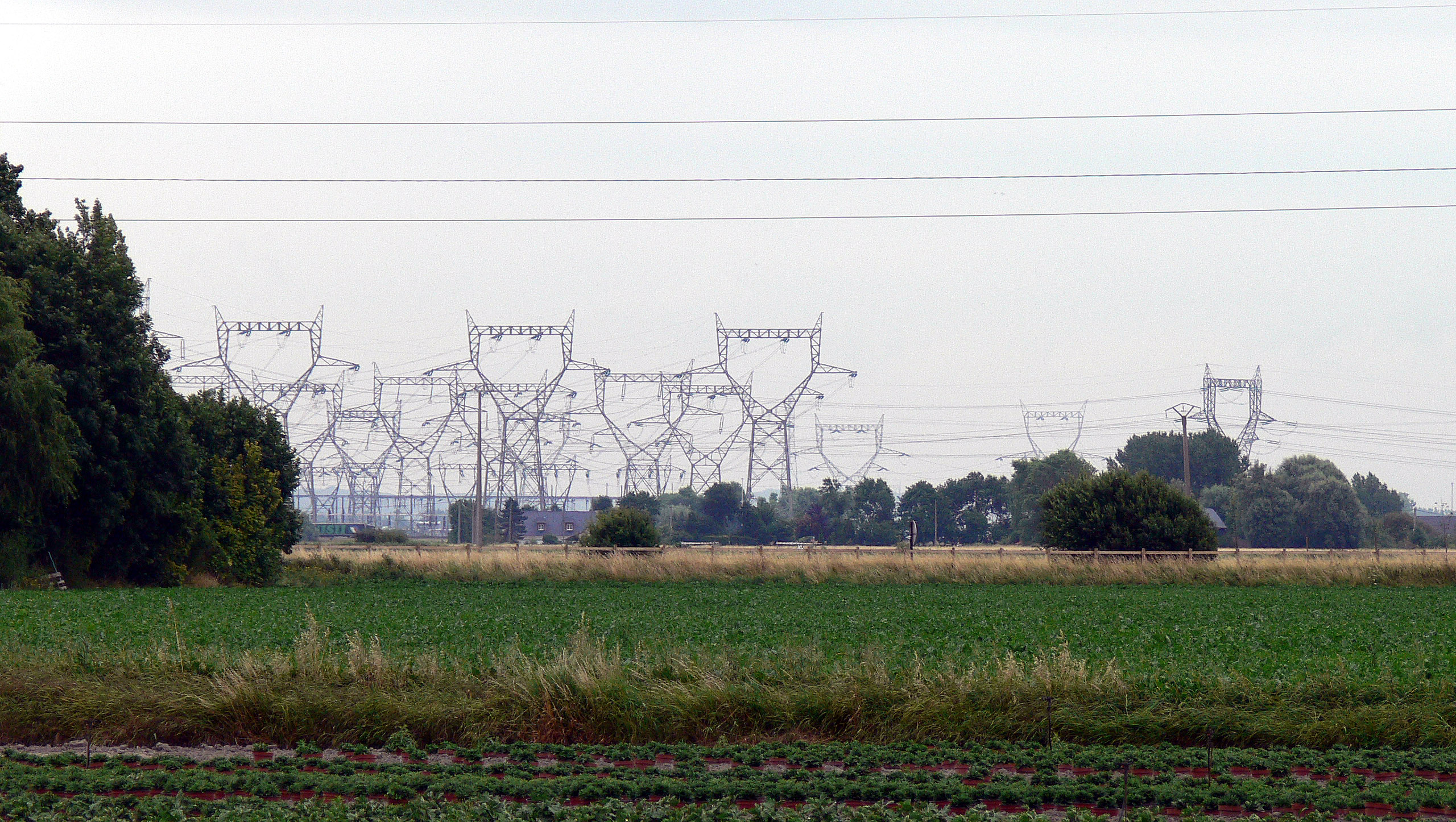

Des impacts environnementaux chroniques existent, notamment :
Des rejets faibles mais chroniques dans l'air et dans l'eau, inhérents au fonctionnement de la centrale. Ces rejets sont soumis à des prescriptions périodiquement réévaluées, et contrôlés par des capteurs sur les cheminées et systèmes de rejets en mer. Cependant, en avril 2016, l'Autorité de sûreté nucléaire découvrait l'existence de 11 canalisations non signalées in situ de rejets (canalisations non prévues par l’arrêté du 7 novembre 2003 autorisant EDF à poursuivre les rejets d’effluents liquides et gazeux pour l’exploitation du site débouchant dans le canal d'amenée et provenant notamment d'aires de dépotage d'acide chlorhydrique ou d'hydrocarbure…). Non déclarées, ces canalisations n'avaient pas fait l'objet d'évaluations environnementales par l'ASN lors des précédentes inspections ; EDF est donc sommée de régulariser ce système d'évacuation. Fin 2017 la situation n'est toujours pas corrigée ; ces rejets étaient détournés vers des canalisations légales non-opérationnelles [dont l'une n'était d'ailleurs pas étanche et dont aucune ne disposait d'un système de contrôle de la radioactivité des effluents) ; et des pompes étaient par ailleurs hors d'état de fonctionner. Le 25 janvier 2018, un groupe d'ONG portent plainte contre EDF et contre le directeur de la centrale pour infractions au Code de l'environnement (délit de pollution des eaux) et à la réglementation relative aux installations nucléaires de base,. La plainte est d'abord classée sans suite début 2019, puis le tribunal de Dunkerque est saisi, avec des associations locales se portant parties civiles. En juin 2019, l'ASN confirme l'état dégradé de plusieurs installations de gestion des eaux usées ; et en juin 2020, détecte un manque de traçabilité des rejets (témoignant de défauts d'entretien et de surveillance, et ne garantissant pas la conformité de la prévention ou de la limitation des rejets dans l'environnement),. Début 2021, les inspecteurs notent la présence d'effluents radioactifs dans un caniveau (à la suite de plusieurs fuites sur une tuyauterie). Le 21 juin 2021, le tribunal judiciaire de Dunkerque sanctionne finalement EDF pour l'illégalité de ces tuyauteries de rejets. EDF est condamnée pour toutes les infractions à la réglementation nucléaire sus-citées.
Une augmentation de la température de l'eau de mer en aval du canal de rejet. Cependant il est estimé qu'au-delà d'une zone d'environ 1 km2, l'eau chaude est rapidement diluée dans le milieu et ses effets thermiques ne sont plus perceptibles. En période de canicule et au moment de la renverse des courants, l'effet peut cependant être localement plus important.[réf. nécessaire]
Les impacts du biocide chloré utilisé pour tuer les organismes vivants (moules, huîtres, patelles, algues fixées, etc.) qui seraient susceptibles (surtout quand la température de l'eau dépasse 10 °C) de se fixer sur les installations et dans les circuits, en particulier sur les pales de pompes. Le débit d'eau ainsi traitée est de 240 m3/s, à raison de 0,8 mg de chlore actif par litre (le gestionnaire doit veiller à ce que le taux de chlore ne dépasse pas 1 mg/l), soit l'équivalent de 50 tonnes par jour d'eau de Javel. Pour éviter de devoir transporter et stocker de grandes quantités de ce produit dangereux, le chlore est produit sur place par électrolyse de l'eau de mer (via le chlorure de sodium, de calcium ou de magnésium) et injecté dans l'eau, dans le circuit de chaque tranche, sous forme d'hypochlorite de sodium, avec une surveillance par l'Institut Pasteur. Des bromoformes (950 kg par 24 h) et des oxydants (5,7 tonnes par 24 heures) ou super-oxydants résiduels sont ainsi produits (un peu dans l'air, mais surtout dans l'eau), toxiques pour la faune et la flore marine tant qu'ils ne sont pas largement dilués ou évaporés. L'hypochlorite résiduelle réagit rapidement avec les bromures dissous dans l'eau pour former du brome qui est lui-même un oxydant qui réagit avec la matière organique (morte ou vivante) présente dans l'eau en formant des sous-produits plus stables et moins actifs. Parmi les sous-produits chlorés trouvés dans le rejet, les bromoformes sont les plus présents (88,24 %) à une concentration moyenne de 18,8 μg/litre, les autres produits intermédiaires suivis et quantifiés étant du chloroforme (traces), du bromodichlorométhane (1,53 % des chlorés rejetés), du dibromochlorométhane (0,23 %). Des bromophénols et de nombreux autres sous-produits peuvent se former (Le 2-4-6 tri-bromo-phénol a été détecté à des taux de 0,01 à 0,2 μg/litre). Selon l'Institut Pasteur, le taux de chlore (produit le plus toxique) ne dépasse pas 0,1 mg/l en aval du canal de rejet. L'impact écologique du chlore et du devenir de la nécromasse ainsi constituée, essentiellement composée d'organismes planctoniques en suspension dans l'eau sont mal évalués[réf. nécessaire].
Un des risques induits par la conjonction de ces deux derniers phénomènes serait l'apparition possible d'organismes pathogènes (vibrions, bactéries, parasites) résistants au chlore (chlororésistance) avec notamment, potentiellement et localement, des biofilms de microbes devenus chlororésistants (en zone de microturbulence, sur des parois de béton ou de palplanches par exemple). De tels organismes chlororésistants pourraient être source de problèmes nosocomiaux en cas de contamination humaine par ces microbes s'ils sont pathogènes[réf. nécessaire].

### Risque inondation

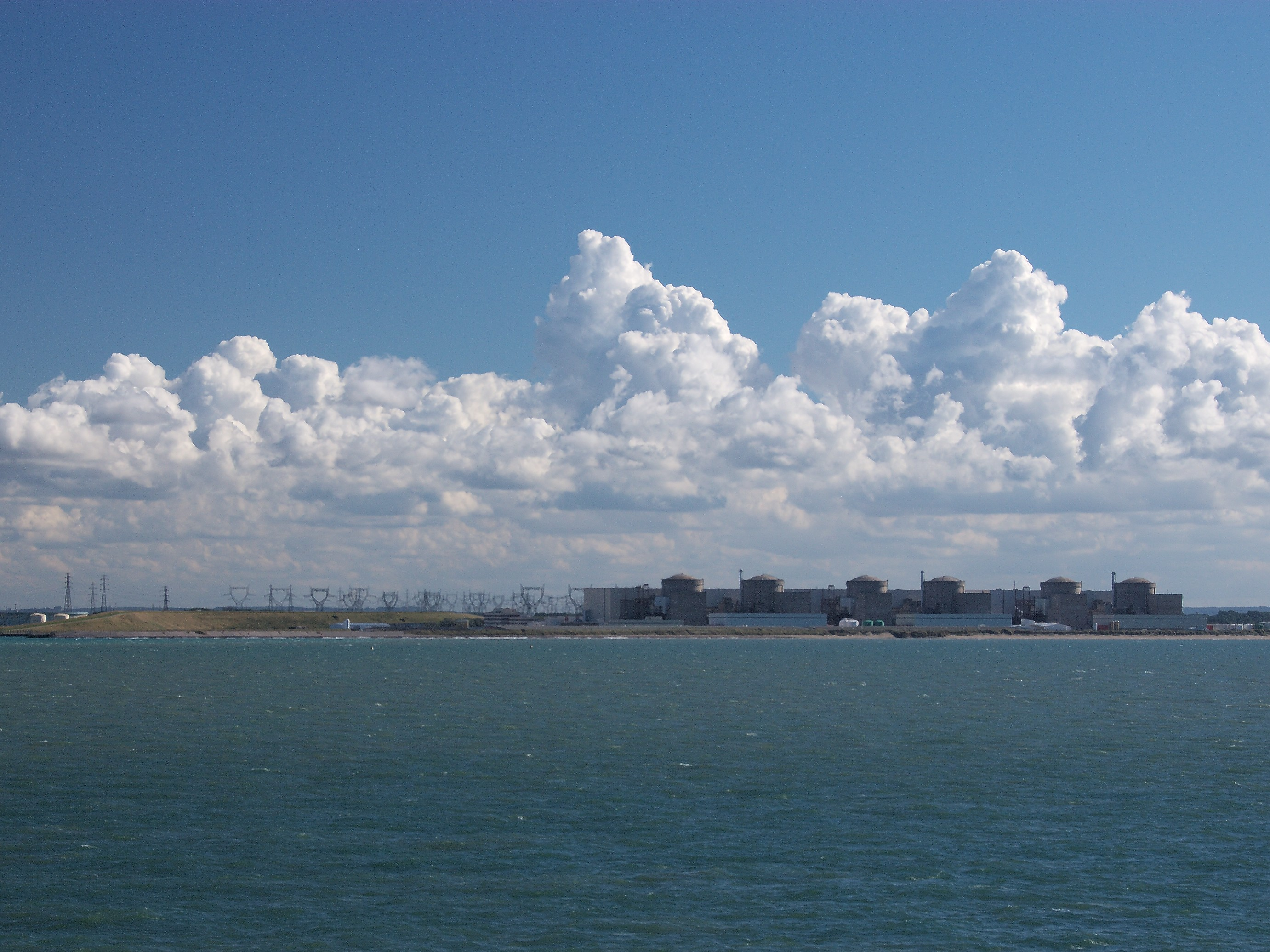
Centrale nucléaire de Gravelines vue de la mer

La centrale nucléaire de Gravelines est construite sur un polder dans une zone sensible aux inondations, et dont le niveau atteint jusqu'à 5 mètres en dessous du niveau de la mer,,. La centrale est construite à 6 mètres au-dessus du niveau de la mer (à la cote NGF 5,54 mètres), car la zone inondable était évaluée lors de la construction à 5 mètres au-dessus du niveau de la mer,. Ce niveau ne prenait pas en compte l'effet prévu du réchauffement climatique, avec une élévation attendue du niveau de la mer de plus d'un mètre entre 2020 et 2100.
La hauteur de la centrale est plus faible en comparaison par exemple aux 22 mètres de hauteur de la barrière Maeslantkering à Rotterdam, destinée à se protéger d'une onde de tempête, en référence au raz-de-marée en mer du Nord en 1953 qui est monté jusqu'à la cote NGF 5,06 mètres à Gravelines. En décembre 2013, lors de la tempête Xaver, le niveau de l'eau était monté à Gravelines à la cote NGF 5,04 mètres,.
Les modifications faites par EDF en 2014 à la demande de l'ASN ont été au minimum jusqu'à la cote NGF 6,34 mètres, et au maximum jusqu'à la cote NGF 6,92 mètres « pour prendre en compte les situations les plus pessimistes, une marge de sécurité est ajoutée aux estimations qui sont faites par Météo-France et par les différents modèles statistiques utilisés »,,. A titre d'exemple, lors de l'accident de la centrale de Fukushima en 2011, le tsunami avait atteint 15 mètres au niveau de la centrale, alors que la digue construite en fonction des prévisions erronées prises en compte par les concepteurs, n'avait été conçue que pour protéger d'une hauteur de vague maximum de 5,7 mètres,.
À partir de janvier 2020, dans le cadre des mesures post-Fukushima imposées par l'ASN, et des prévisions d'élévation du niveau des mers due au réchauffement climatique, EDF a entrepris la construction d'une nouvelle protection périphérique contre le risque inondation autour de la centrale,,. Cette digue d'une longueur de 3 kilomètres et d'une hauteur de 3 à 4 mètres (soit jusqu’à la cote NGF 7,48 mètres), est achevée en septembre 2022,.

## Événements significatifs

### Années 2020
Le 10 août 2025, en période de canicule sur la France et une partie de l'Europe, et à la suite d'un afflux massif de méduses dans le canal de refroidissement de la centrale, les réacteurs des unités 2, 3, 4 et 6 se sont automatiquement mis en arrêt (les deux autres réacteurs — ceux des unités 1 et 5 — étant déjà arrêtés pour maintenance). Les méduses ont obstrué les tambours filtrants des stations de pompage d'eau de refroidissement. L'un des réacteur (numéro 6) a pu redémarrer le 13 août à 7 h 30, les autres restant à l'arrêt en attente d'un redémarrage prévu dans les prochains jours selon EDF.
Selon EDF, il s'agissait d'une « présence massive et non prévisible de méduses ». Pourtant des incidents similaires avaient déjà été observés dans les années 1990 à Gravelines avec des groseilles de mer (et le même phénomène a déjà été signalé dans le passé aux États-Unis, au Canada, en Écosse, au Japon et en Suède ; des méduses avaient déjà provoqué l'arrêt d'une centrale à charbon en Australie, en 1937). La prolifération des méduses est un phénomène en augmentation (certains scientifiques craignant un phénomène de gélification (métaphore) de la mer), attribué à des facteurs anthropiques qui incluent le réchauffement climatique et le réchauffement des eaux côtières, et la surpêche, qui réduit la population de prédateurs naturels des méduses et de leurs larves.
EDF a précisé que cet incident n'a eu aucune conséquence sur la sûreté des installations, la sécurité du personnel ou l'environnement, le refroidissement des réacteurs à l'arrêt ayant pu être assuré. Alors que le site devrait par ailleurs accueillir deux réacteurs de nouvelle génération (EPR2) de 1 600 MW chacun à l'horizon 2040, installés en hauteur pour être moins vulnérable à la montée de la mer, ce type d'évènement souligne la vulnérabilité des infrastructures énergétiques face aux perturbations écologiques et climatiques.

### Années 2010
Après l'accident nucléaire de Fukushima de mars 2011, les centrales européennes et françaises doivent faire l'objet de nouvelles études de vulnérabilité face aux séismes et tsunamis (des « stress tests » ont été annoncés par l'Europe (et par François Fillon) pour quatre aléas : inondation, sismique, risque lié à la perte de refroidissement et mesures limitant les conséquences d'un accident), avec l'expertise disponible, dont celle de la WENRA (Association des autorités de sûreté nucléaire des pays d'Europe de l'Ouest).
Lors d'un examen de sûreté décennal, des études de conformité des ouvrages de génie civil, structures et matériels vis-à-vis du risque sismique ont été faites au regard d'un « nouveau référentiel de sûreté ». selon la CLI, « des contrôles ont permis d'identifier que certaines de ces analyses avaient été omises ou réalisées de manière incomplète » dans le périmètre des stations de pompage. « Les équipes techniques ont aussitôt mené à bien ces analyses », concluant qu'en fonctionnement normal, la sûreté n'est pas réduite, mais qu'« en cas de séisme aussi important que le plus fort séisme enregistré depuis mille ans dans les régions d'implantation de ces unités, des structures métalliques (escaliers, consoles…) ou des panneaux préfabriqués en béton, situés dans les stations de pompage, en dehors de la partie nucléaire des installations, pourraient endommager potentiellement des équipements nécessaires d'un des circuits de refroidissement de la centrale » (circuit présentant des redondances de matériels dont la défaillance enclencherait des procédures préétablies visant à assurer le refroidissement des réacteurs). Cet « écart de conformité » (niveau 1 de l'échelle INES) vis-à-vis du risque sismique, est dit « générique » car commun à sept centrales nucléaires (Gravelines ainsi Blayais, Cruas, Flamanville, Paluel, Penly et Tricastin). Il a été déclaré à l'ASN le 8 décembre 2010. Des études et travaux de renforcement sont prévus (pour 5 à 6 mois). Le CNPE de Gravelines a aussi connu plusieurs fois une fermeture intempestive de clapets anti-souffle de systèmes de ventilation, le 17 juillet 1994 et en 2010.
D'après EDF, le 3 décembre 2013 le départ d'incendie qui « a été détecté vers 16 h 50 sous la toiture d'un bâtiment de l'unité de production n° 3, dans la partie non nucléaire de l'installation » et qui aurait été maîtrisé à 18 h 02 « n'a pas eu d'impact sur la sûreté des installations, ni sur l'environnement ».
Le 6 juin 2012, un arc électrique sur un pylône transportant du 225 000 volts a provoqué un feu au niveau de l'isolant servant de point d'attache au câble. Cette ligne à haute tension est destinée à assurer l'alimentation de secours de la centrale nucléaire.

### Années 2000
Le 9 août 2009, lors d'une opération de déchargement du combustible du cœur du réacteur no 1, une barre d'assemblage combustible reste coincée dans la partie supérieure des internes de cuves (structure de support du combustible à l'intérieur de la cuve). L'incident est classé 1 sur l'échelle INES,.
Hors les anomalies génériques pouvant affecter des réacteurs de centrales distinctes, la centrale de Gravelines a fait l'objet en 2007 (à fin février) de quatre avis d'incidents de niveau 1 sur l'échelle INES,,,.
Le 30 mars 2006, lors des opérations d'arrêt pour maintenance et rechargement en combustible du réacteur no 3, il a été détecté que ce réacteur avait été privé durant un an de la commande automatique d'un circuit assurant son refroidissement en cas d'accident : « un fil électrique du système de protection du réacteur n'avait pas été rebranché en 2005, lors du précédent arrêt. D'autres systèmes de protections étaient néanmoins opérationnels. » Cette défaillance a été classée au niveau 1 sur l'échelle INES, qui en compte sept,.
Le 5 février 2002, trois « clandestins » sri-lankais, cherchant apparemment à rejoindre la Grande-Bretagne, se retrouvent par erreur à l'intérieur de l'enceinte de la centrale. Ils s'étaient introduits dans un camion contenant du matériel radioactif et n'avaient pas été détectés lors du premier contrôle à l'entrée de la centrale.

### Années 1980 et 1990
En 1989, un type de vis inadéquat est détecté sur le système de commande des soupapes de protection contre les surpressions du circuit primaire du réacteur no 1. En cas de surpression, ces soupapes n'auraient pas fonctionné correctement. L'évènement est classé au niveau 3 de l'échelle INES malgré les justifications présentées par l'exploitant EDF pour un déclassement au niveau 2.

## Galerie

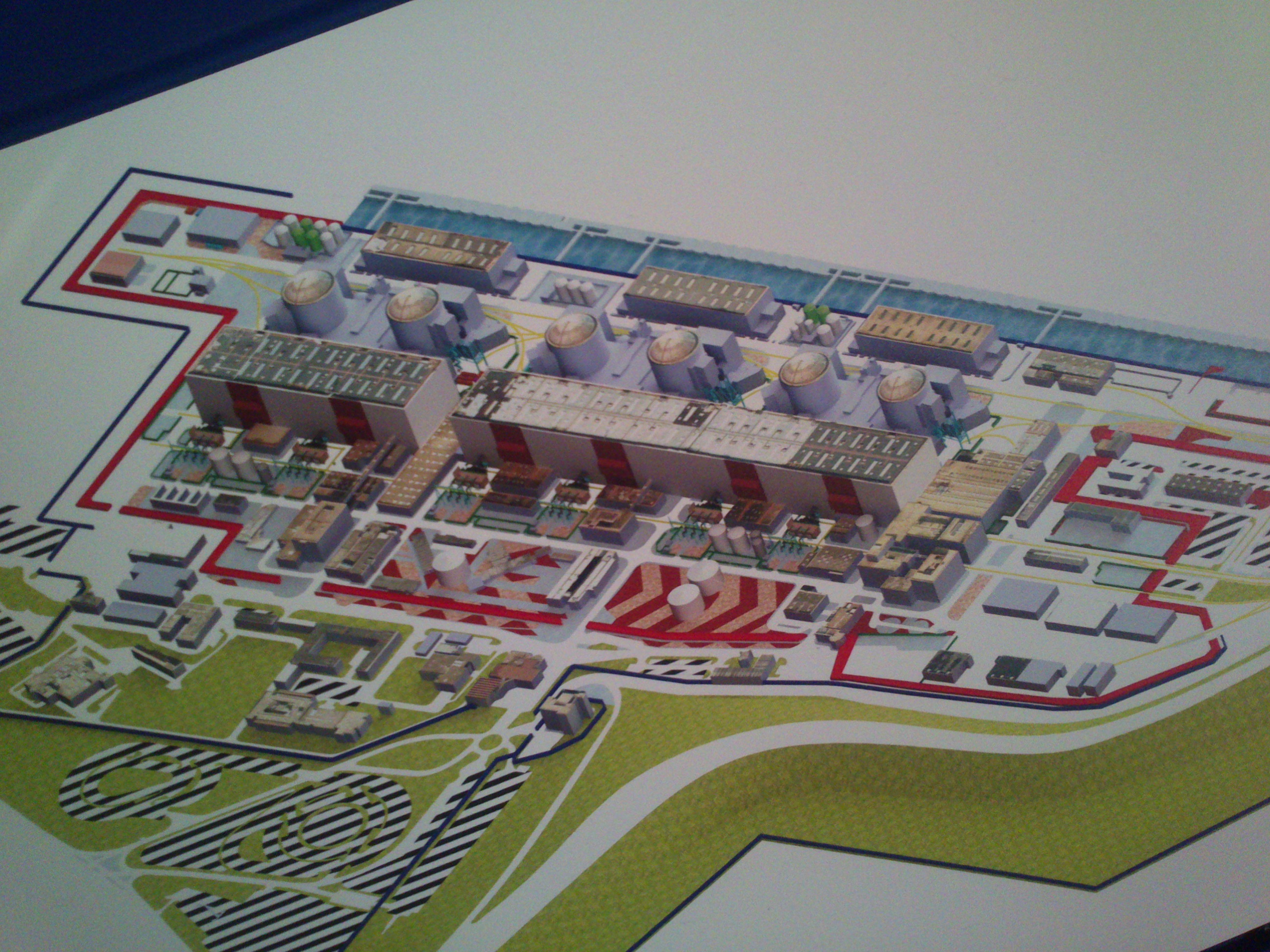
Plan maquette
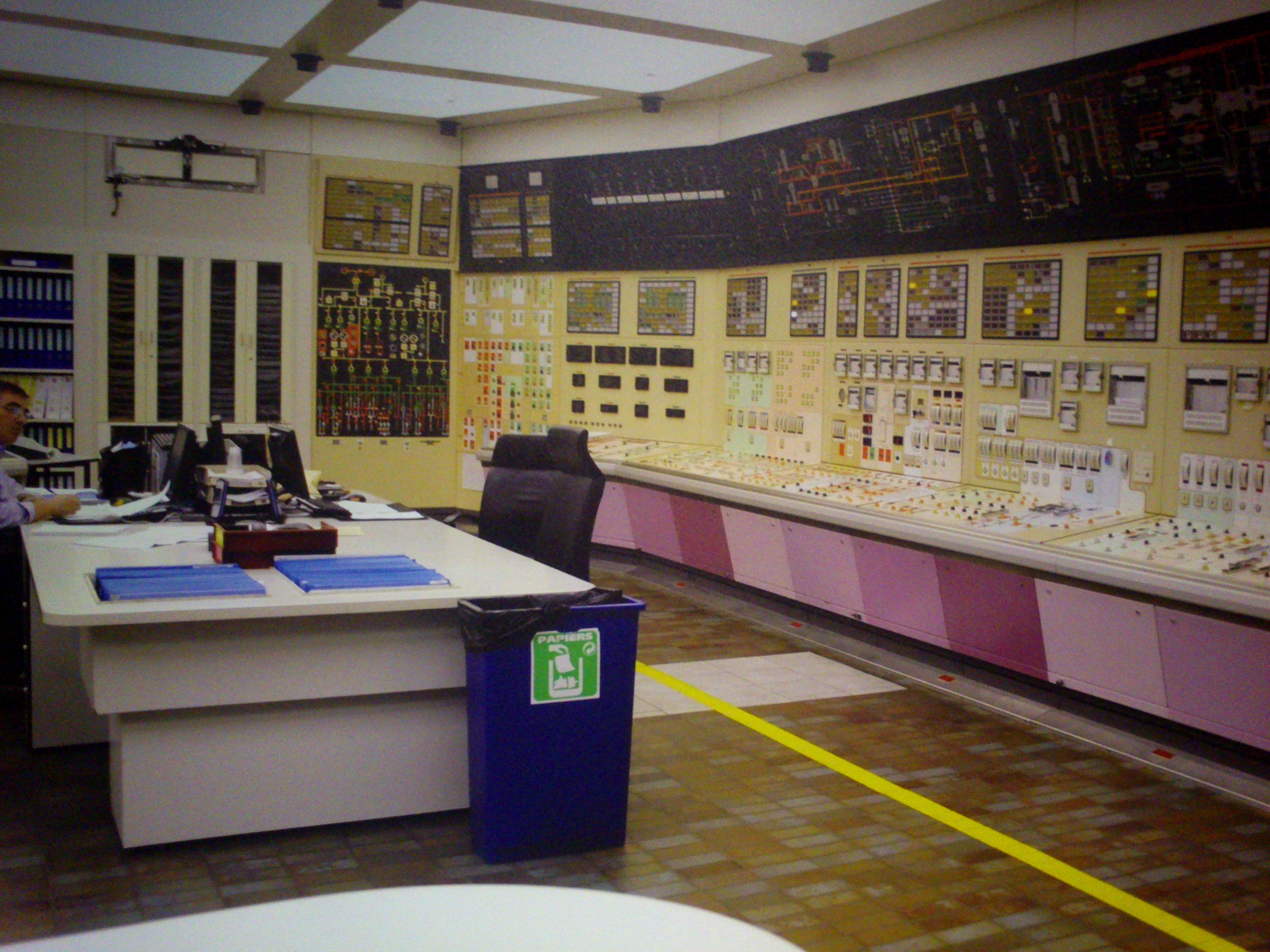
Salle de commande
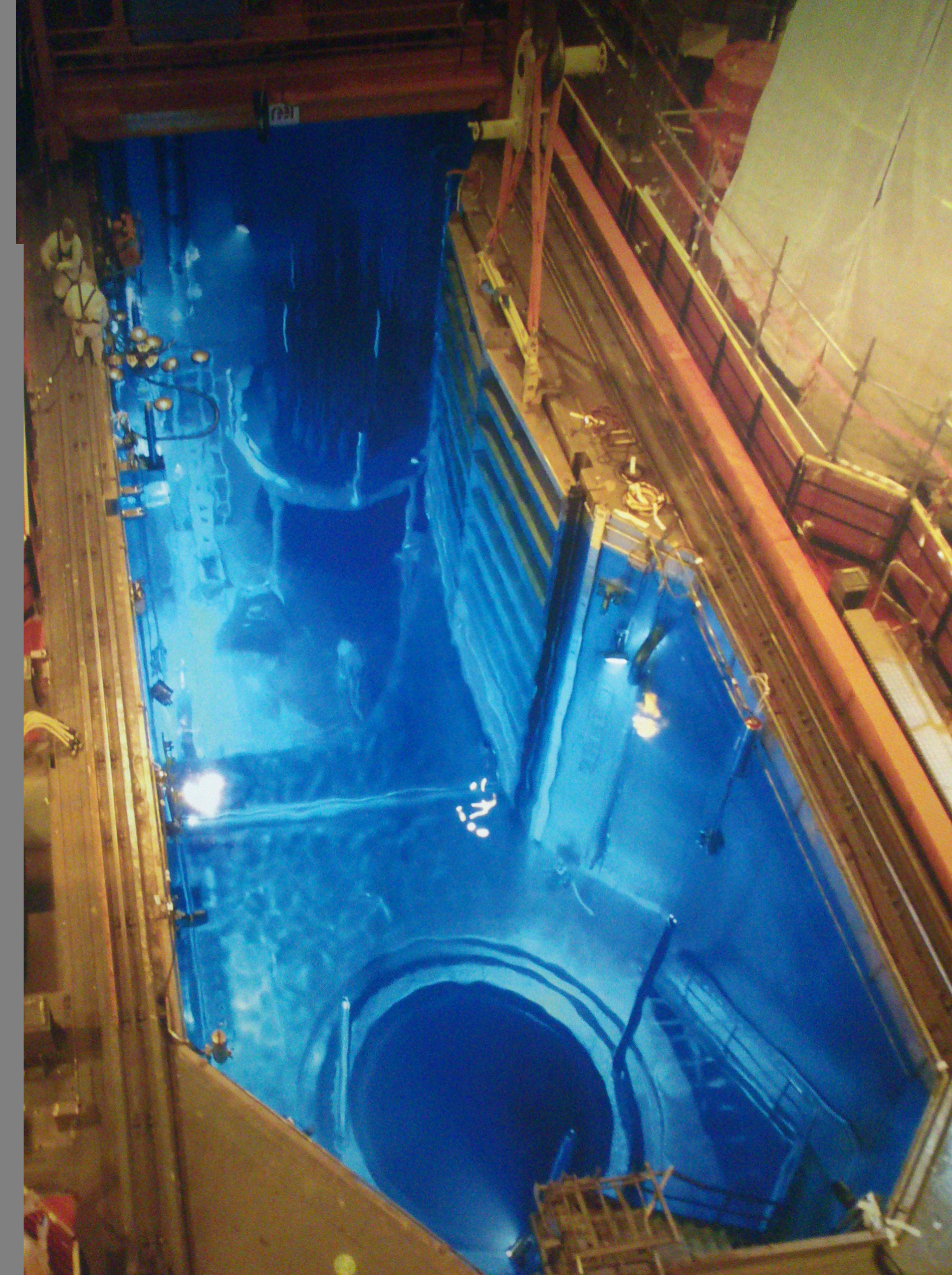
Piscine réacteur
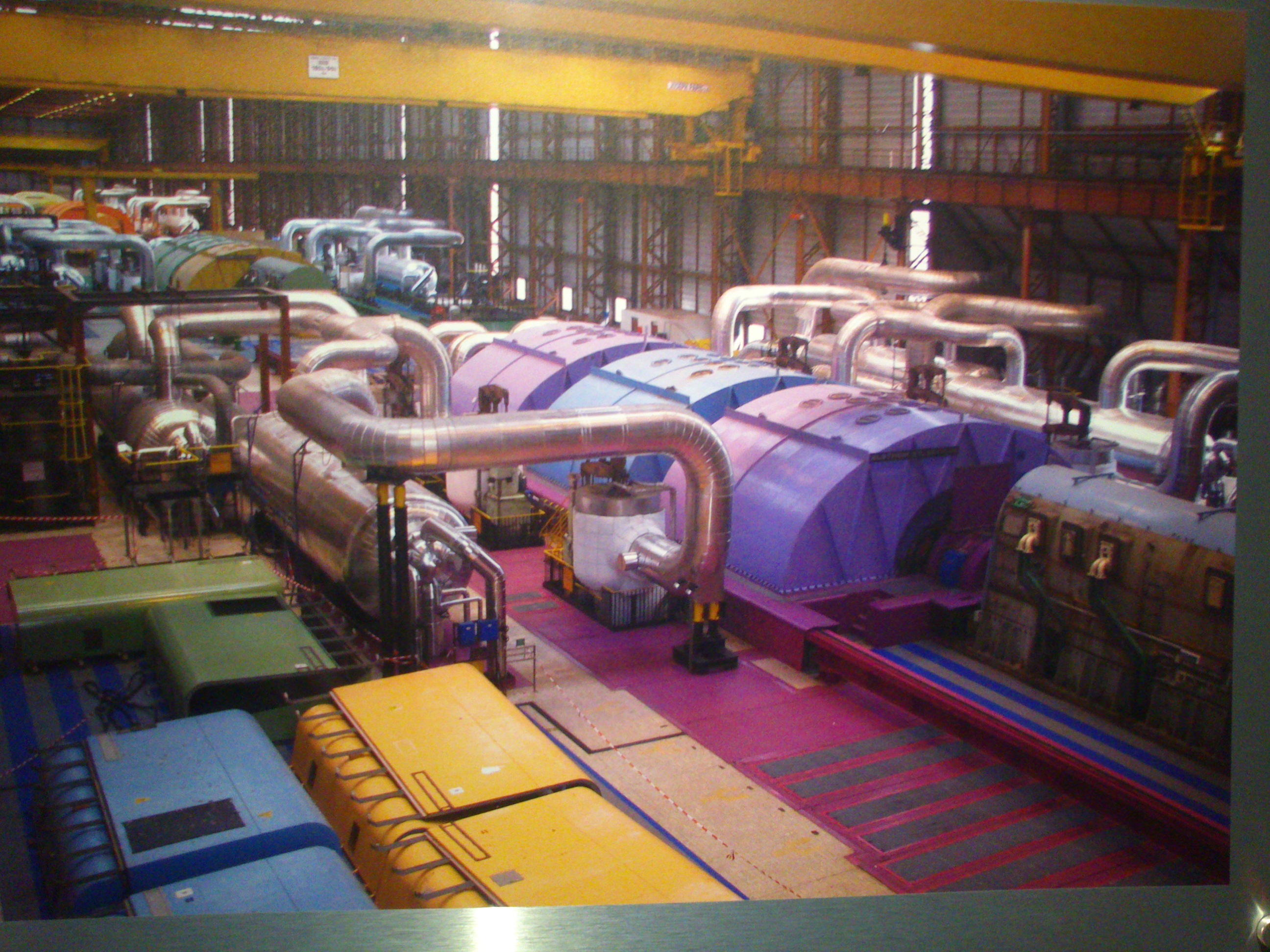
Salle des machines
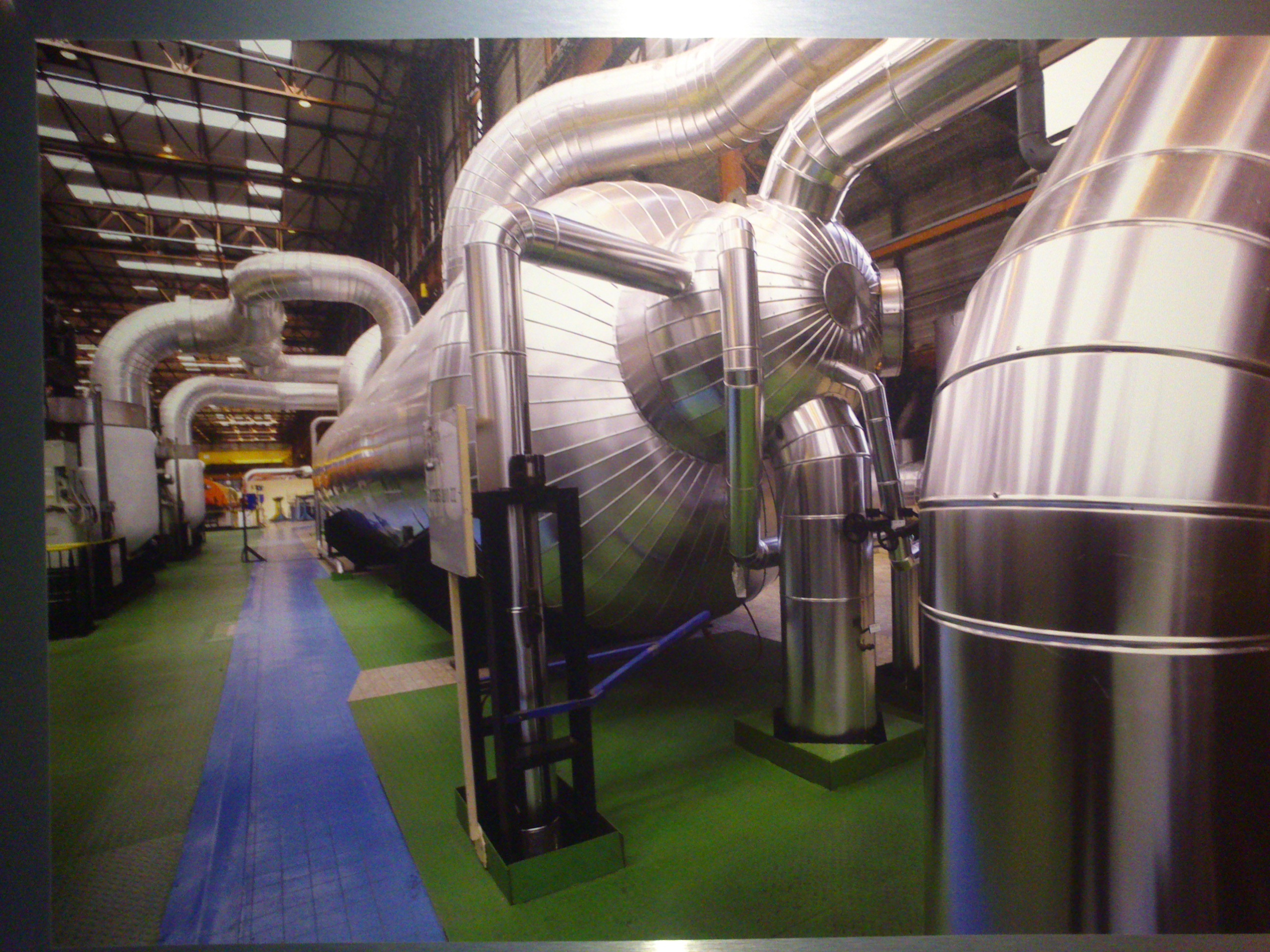
Réchauffeur en salle des machines
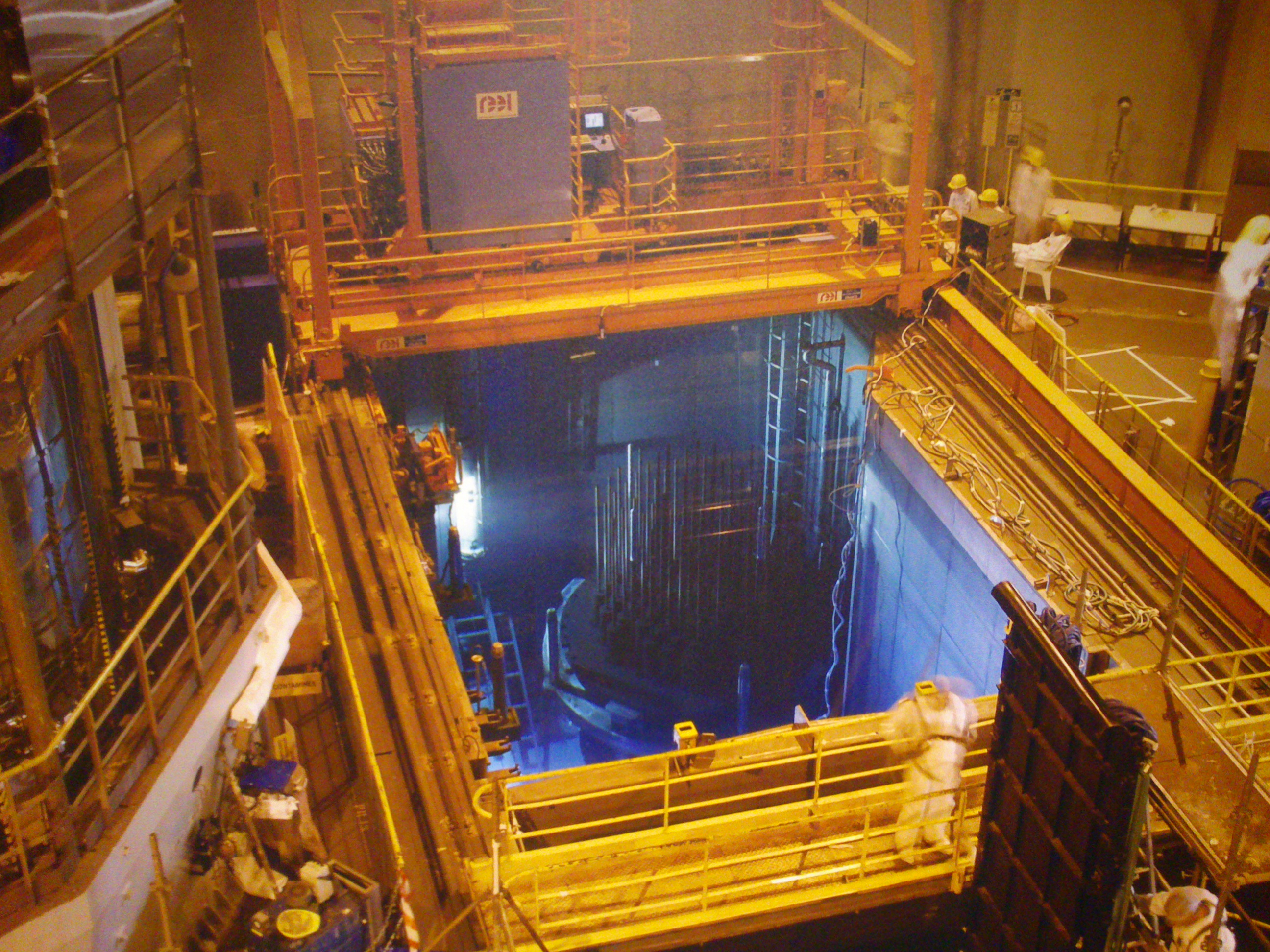
Piscine réacteur et machine de chargement

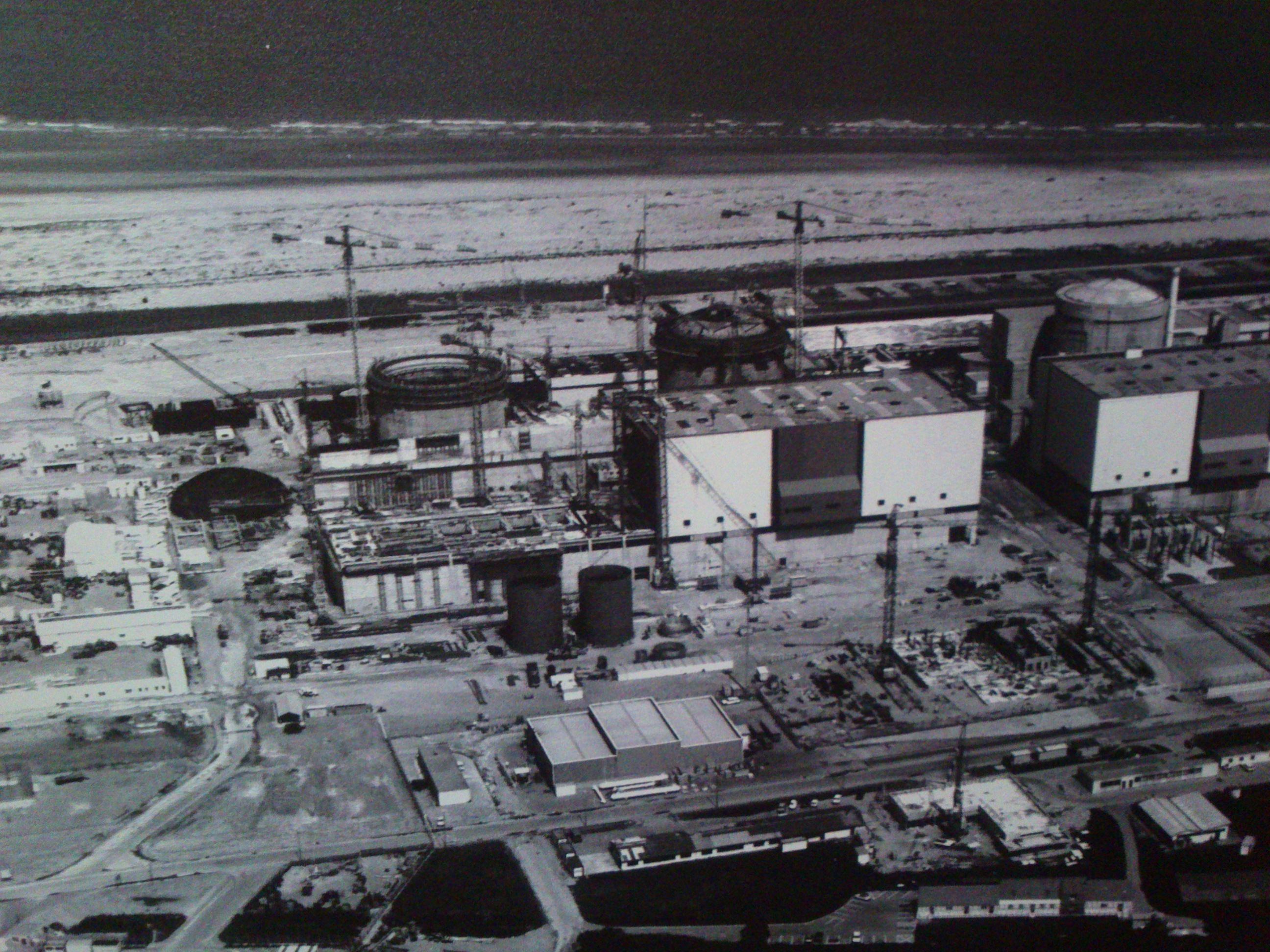
Vue aériennes de la construction des tranches 6 (à gauche) et 5 (au centre). A droite, on aperçoit la tranche 4 dont le génie civil extérieur est terminé.
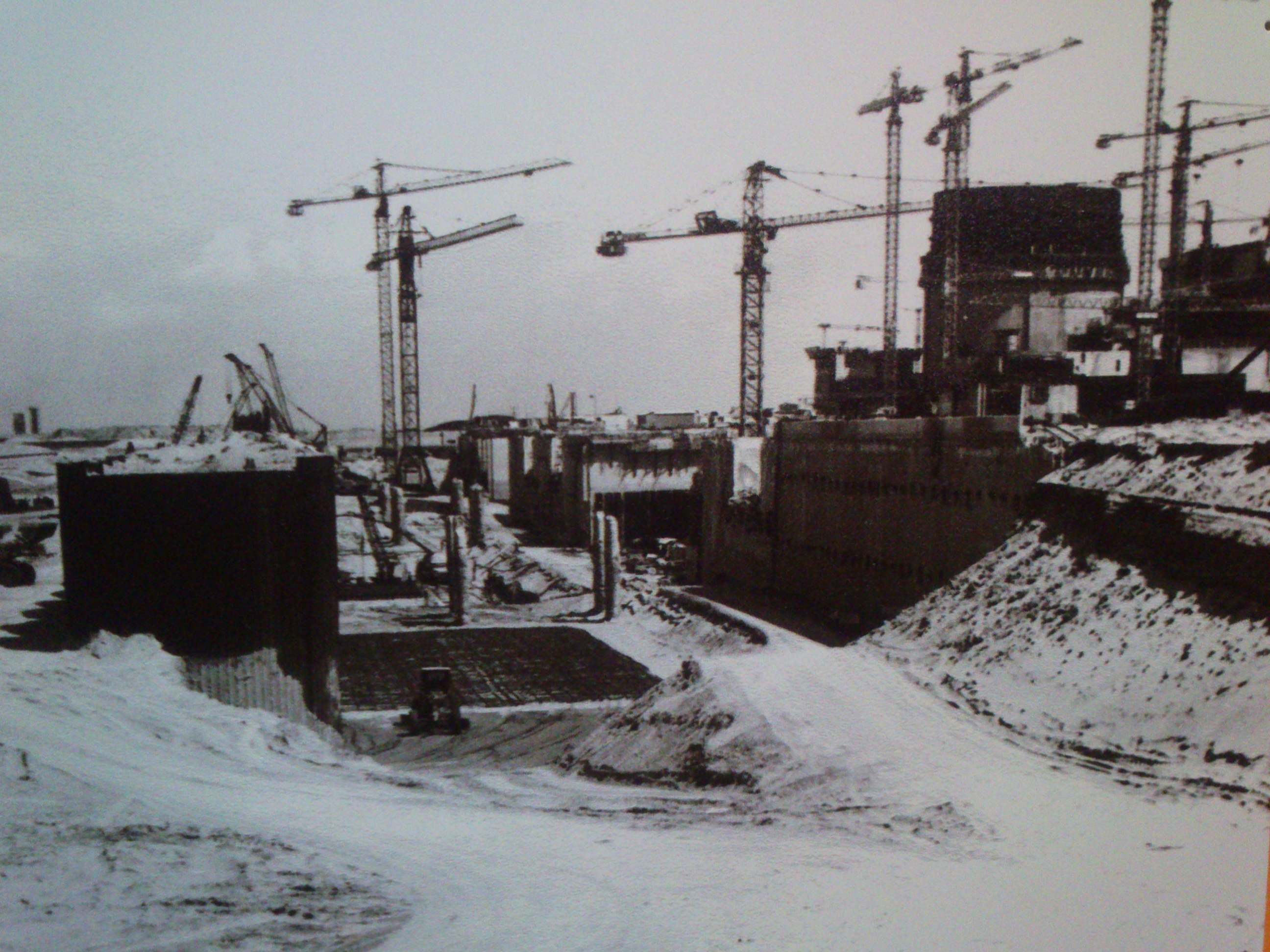
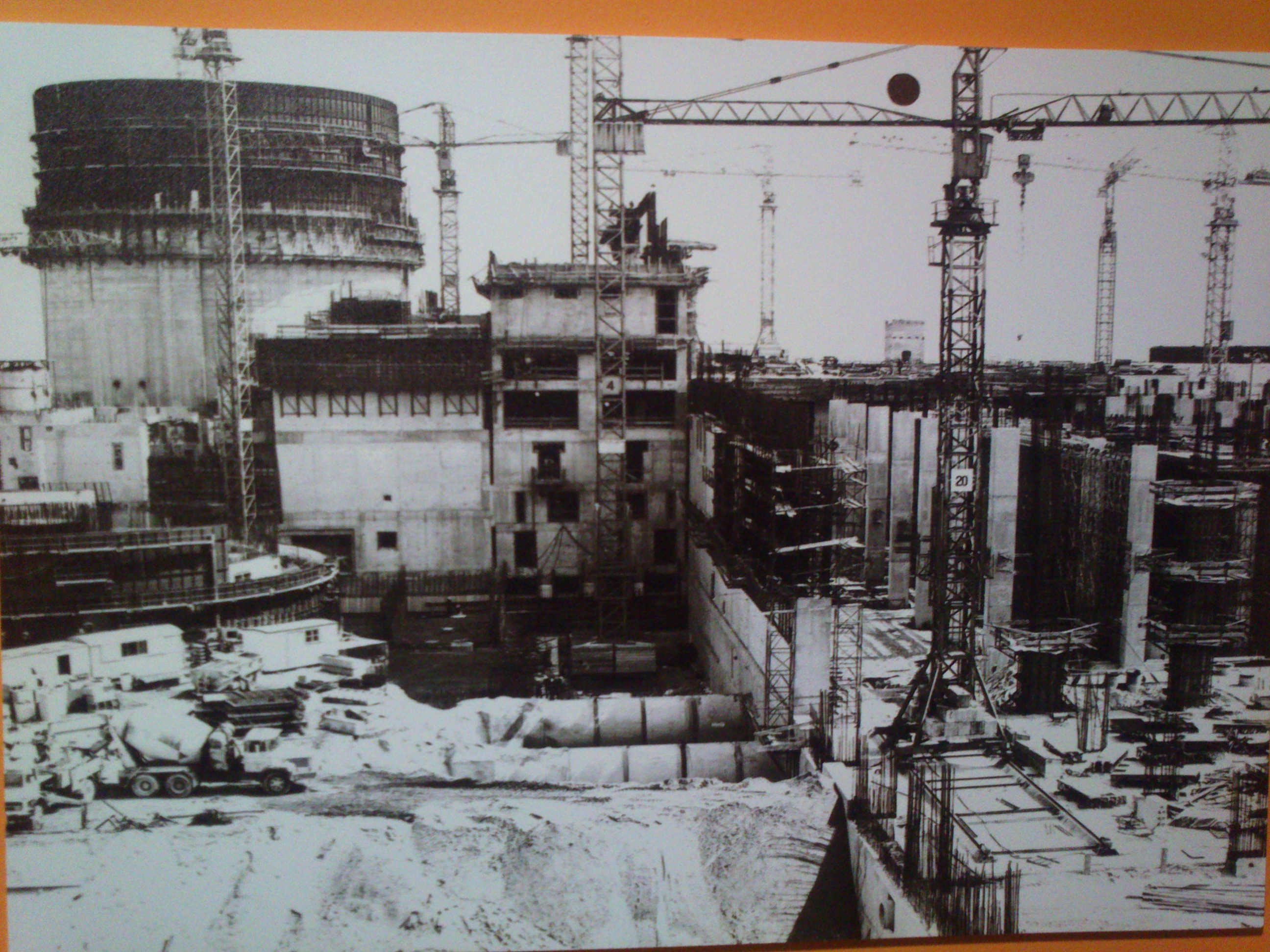
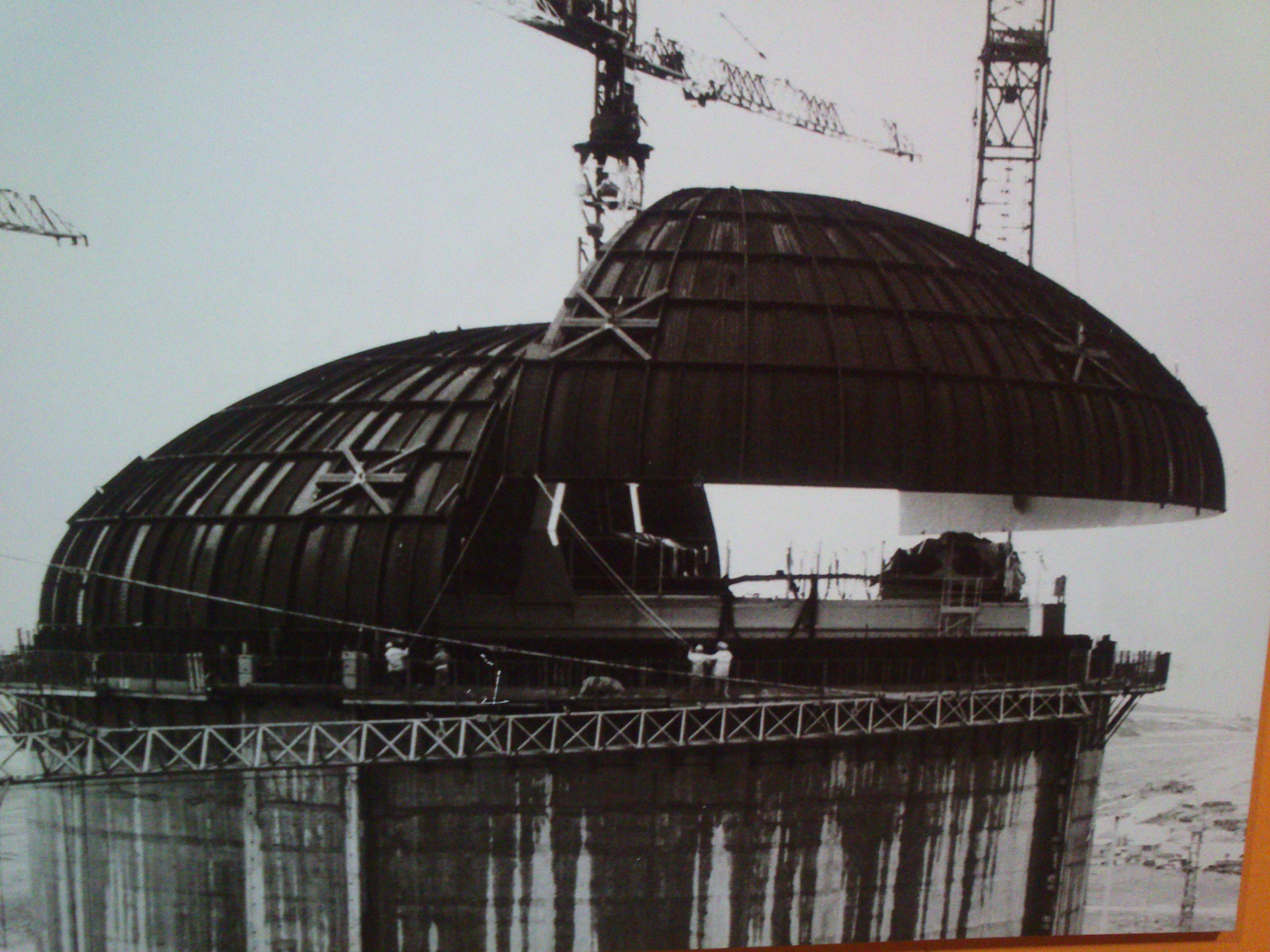
Pose d'une moitié de dôme sur le bâtiment réacteur
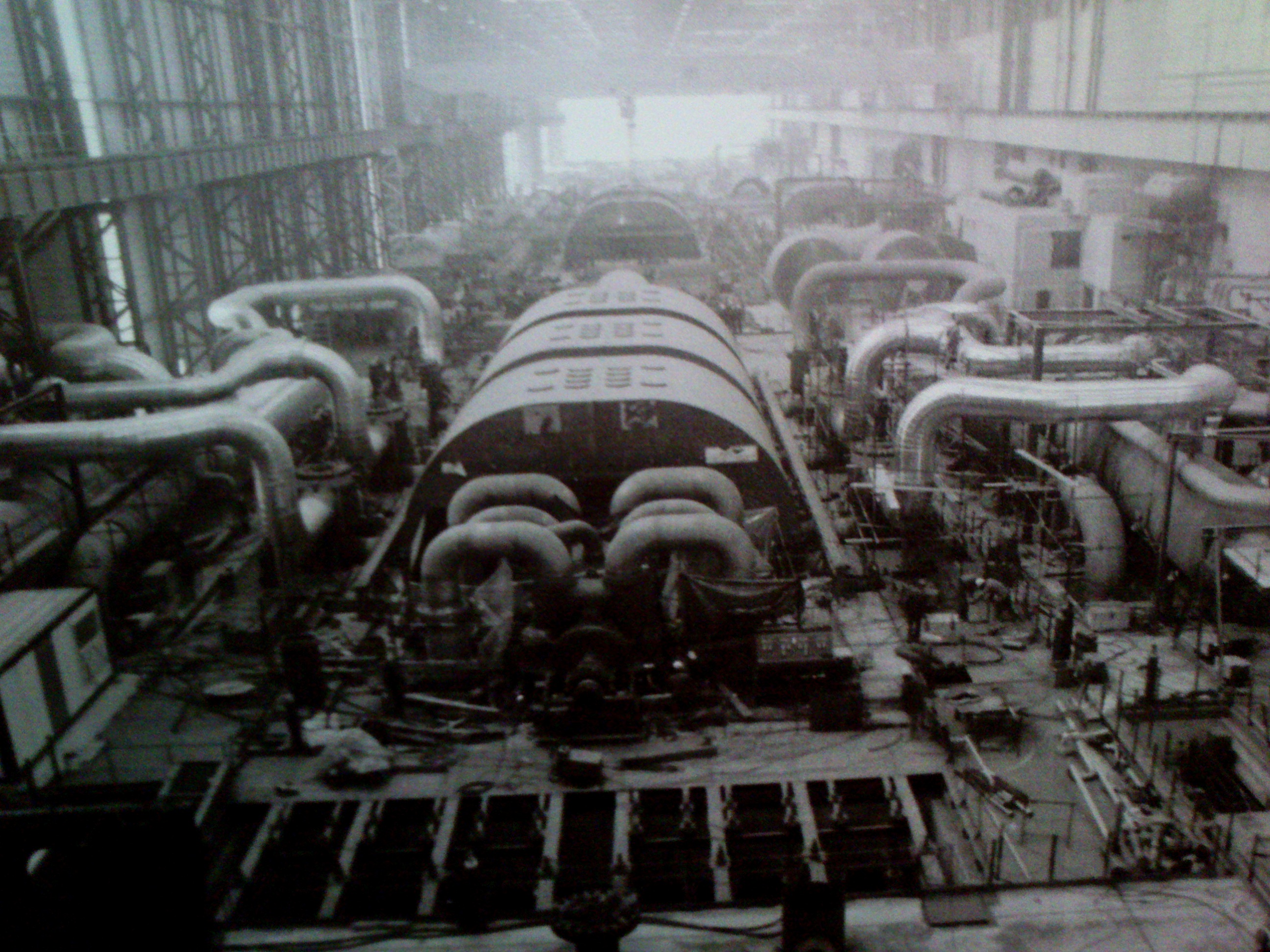
Construction de la salle des machines (au premier plan le groupe turbo-alternateur)